# LFTR
LFTR (от англ. liquid fluoride thorium reactor) — тип ядерных реакторов, использующих торий и уран-233 в качестве топлива, относятся к ториевому ядерному циклу (см. Ториевая ядерная программа). 
Технологии LFTR исследовались в Оук-Риджской национальной лаборатории по программе Molten-Salt Reactor Experiment в 1960-х.

Являются реакторами-размножителями (бридерами) на тепловых нейтронах. Топливо в таких реакторах находится в жидкой форме, представляя собой расплав солей — фторидов тория и урана и некоторых вспомогательных веществ.
В LFTR соли тория и урана вместе с дополнительными солями формируют жидкое топливо. Эта жидкость прокачивается через активную зону, где происходит цепная реакция, а затем — через внешний теплообменник, где тепло передается нерадиоактивной вторичной соли. В следующем контуре эта соль передает энергию пару, который затем используется для получения электричества.
LFTR кардинально отличается от большинства используемых ныне реакторов: используется торий и уран-233 в отличие от урана-235 в обычных реакторах; LFTR может работать при низких температурах и атмосферном давлении, топливо находится в жидком состоянии и прокачивается насосами, в качестве теплоносителя также используется расплав соли, возможна работа при сравнительно более высоких температурах (более 700 °C).

## Реакторы
- Molten-Salt Reactor Experiment[англ.] (1960-е)
- Fuji Molten Salt Reactor[англ.] (проект; Япония, США, Россия)
- Thorium MSR (китайский проект)[4][5]
- Flibe Energy (стартап)[источник?]